# Verticordia jamiesonii
Verticordia jamiesonii är en myrtenväxtart som beskrevs av Ferdinand von Mueller. Verticordia jamiesonii ingår i släktet Verticordia och familjen myrtenväxter. Inga underarter finns listade i Catalogue of Life.